# Sweet Country
 Sweet Country es una película australiana de género western dirigida por Warwick Thornton y estrenada en 2017. La historia discurre hacia 1929 en el interior del Territorio del Norte, Australia. Se proyectó en la sección oficial de la 74.ª edición del Festival Internacional de Cine de Venecia y en la sección Plataforma del Festival Internacional de Cine de Toronto de 2017. En Venecia, ganó el Premio Especial del Jurado, y en el TIFF ganó el Premio de la Plataforma.  También ganó Mejor largometraje en los Premios Asia Pacific Screen Awards de 2017.

## Reparto
- Hamilton Morris como Sam Kelly.
- Sam Neill como Fred Smith.
- Bryan Brown como el sargento Fletcher.
- Thomas M. Wright como Mick Kennedy.
- Matt Day como el juez Taylor.
- Ewen Leslie como Harry March.
- Natassia Gorey-Furber como Lizzie Kelly.
- Gibson John como Archie.
- Anni Finsterer como Nell.
- Shanica cole como Lucy.
- Tremayne y Trevon Doolan como Philomac.
- Luka Magdeline Cole como Olive.